# 早宮
早宮（はやみや）は、東京都練馬区の町名。現行行政地名は早宮一丁目から四丁目。住居表示実施済み区域である。郵便番号は179-0085（集配局 : 光が丘郵便局）。

## 地理
東京都練馬区の東北部に位置する。北部を北町、南部を練馬・桜台、東部を平和台・氷川台、西部を春日町と接する。町域東北部に東京メトロ有楽町線・副都心線の平和台駅が、また東南部に東京メトロ有楽町線・副都心線の氷川台駅がある。
北町との境界に環八通り（東京都道311号環状八号線）が、平和台・氷川台との境界に東京都道441号池袋谷原線が、春日町との境界付近にも交通量の多い道路が通っている。これらの道路近傍には東京メトロ有楽町線、都営地下鉄大江戸線の駅が存在するということもあって（大江戸線に関しては早宮の町域内に駅はない）、沿道は近傍に跨る比較的規模の大きな商業地となっている。その他は概ね住宅地として利用される。
また、町内中央部を南北に東京都道442号北町豊玉線が通っている。この道路を中心に、早宮一丁目と三丁目の一部には古くからの商店街がある。早宮付近から石神井川の下流域両岸には、1934年（昭和9年）に明仁親王（後の明仁上皇）の誕生を祝って植樹された桜の並木が続く。

### 河川
- 石神井川 - 練馬・桜台との境界に流れる。

### 地価
住宅地の地価は、2025年（令和7年）1月1日の公示地価によれば、早宮2-20-2の地点で49万円/m2、早宮4-10-31の地点で46万円/m2となっている。

## 歴史
旧・武蔵国豊島郡下練馬村字早淵（はやぶち）および宮ケ谷戸（みやがいと）にあたる。

### 地名の由来
現在の地名は、1965年（昭和40年）の住居表示実施時に成立した旧地名の早淵及び宮ケ谷戸との合成地名である。当初は開進第一小学校から「開進」としようとしていたが、他に「開進」と名の付く小学校と中学校がそれぞれ第一から第四まで計8校あり、この地域だけではなく各地に点在していたため、採用されなかった。

### 町名の変遷
板橋区成立時の町名改称は以下のとおり。
| 実施後           | 実施年月日    | 実施前                                                                 |
| ---------------- | ------------- | ---------------------------------------------------------------------- |
| 練馬仲町三丁目   | 1932年10月1日 | 練馬町字重現・北三軒・宮前                                             |
| 練馬仲町四丁目   | 1932年10月1日 | 練馬町字東早淵・細神・早淵前                                           |
| 練馬仲町五丁目   | 1932年10月1日 | 練馬町字北早淵・中原・西本村・丸久保                                   |
| 練馬仲町六丁目   | 1932年10月1日 | 練馬町字北宮・早淵・西早淵・中宮・南宮                                 |
| 練馬春日町一丁目 | 1932年10月1日 | 上練馬村大字上練馬字北中ノ宮・中原・東原・下久保・東中ノ宮・海老ヶ谷戶 |

| 実施後       | 実施年月日   | 実施前           |
| ------------ | ------------ | ---------------- |
| 仲町三丁目   | 1949年1月1日 | 練馬仲町三丁目   |
| 仲町四丁目   | 1949年1月1日 | 練馬仲町四丁目   |
| 仲町五丁目   | 1949年1月1日 | 練馬仲町五丁目   |
| 仲町六丁目   | 1949年1月1日 | 練馬仲町六丁目   |
| 春日町一丁目 | 1949年1月1日 | 練馬春日町一丁目 |

| 実施後     | 実施年月日   | 実施前（特記なければ各町丁の一部） |
| ---------- | ------------ | ---------------------------------- |
| 早宮一丁目 | 1965年7月1日 | 仲町三丁目、仲町四丁目（全部）     |
| 早宮二丁目 | 1965年7月1日 | 仲町五丁目、仲町六丁目             |
| 早宮三丁目 | 1965年7月1日 | 仲町六丁目                         |
| 早宮四丁目 | 1965年7月1日 | 仲町六丁目、春日町一丁目           |

## 世帯数と人口
2025年（令和7年）4月1日現在（練馬区発表）の世帯数と人口は以下の通りである。
| 丁目       | 世帯数     | 人口     |
| ---------- | ---------- | -------- |
| 早宮一丁目 | 3,209世帯  | 5,847人  |
| 早宮二丁目 | 2,248世帯  | 4,187人  |
| 早宮三丁目 | 2,455世帯  | 4,985人  |
| 早宮四丁目 | 2,170世帯  | 4,472人  |
| 計         | 10,082世帯 | 19,491人 |

### 人口の変遷
国勢調査による人口の推移。
| 年                 | 人口   |
| ------------------ | ------ |
| 1995年（平成7年）  | 15,834 |
| 2000年（平成12年） | 16,931 |
| 2005年（平成17年） | 18,090 |
| 2010年（平成22年） | 18,864 |
| 2015年（平成27年） | 18,812 |
| 2020年（令和2年）  | 19,603 |

### 世帯数の変遷
国勢調査による世帯数の推移。
| 年                 | 世帯数 |
| ------------------ | ------ |
| 1995年（平成7年）  | 6,464  |
| 2000年（平成12年） | 7,094  |
| 2005年（平成17年） | 7,738  |
| 2010年（平成22年） | 8,426  |
| 2015年（平成27年） | 8,482  |
| 2020年（令和2年）  | 9,481  |

## 学区
区立小・中学校に通う場合、学区は以下の通りとなる（2022年7月現在）。
| 丁目       | 番・番地等                                                                     | 小学校                 | 中学校                 |
| ---------- | ------------------------------------------------------------------------------ | ---------------------- | ---------------------- |
| 早宮一丁目 | 1〜21番、23〜27番 42〜47番                                                     | 練馬区立開進第一小学校 | 練馬区立開進第一中学校 |
| 早宮一丁目 | 22番、28〜41番 48〜52番                                                        | 練馬区立早宮小学校     | 練馬区立開進第一中学校 |
| 早宮二丁目 | 6番12号（西側） 6番12号（テラス氷川台） 6番13〜33号、7〜8番 10〜13番、16〜26番 | 練馬区立早宮小学校     | 練馬区立開進第一中学校 |
| 早宮二丁目 | 1〜5番、6番1〜11号 6番12号（東側） 6番34〜44号、9番 14〜15番                   | 練馬区立開進第一小学校 | 練馬区立開進第一中学校 |
| 早宮三丁目 | 全域                                                                           | 練馬区立早宮小学校     | 練馬区立開進第一中学校 |
| 早宮四丁目 | 1〜25番                                                                        | 練馬区立早宮小学校     | 練馬区立開進第一中学校 |
| 早宮四丁目 | 26〜41番                                                                       | 練馬区立練馬東小学校   | 練馬区立練馬東中学校   |

## 交通

### 鉄道
| 街区内に存在する駅                                            | 隣接する街区の駅                                              |
| ------------------------------------------------------------- | ------------------------------------------------------------- |
| 東京メトロ有楽町線 東京メトロ副都心線 - 平和台駅(Y 04) (F 04) | 東京メトロ有楽町線 東京メトロ副都心線 - 氷川台駅(Y 05) (F 05) |

早宮一丁目は東京地下鉄氷川台駅とも接しているが駅の所在地は氷川台である。また早宮三丁目でとしまえんに接する地域では西武豊島線、都営地下鉄大江戸線の豊島園駅の方が近い場合もある。
- エイトライナー ｰｰｰ 同地区を対象とした路線構想

### バス
- 平和台駅停留所（国際興業バス）
  - 光01・01-2系統 - 練馬北町車庫行、光が丘駅行、練馬光が丘病院行
  - 光02系統 - 池袋駅東口行、光が丘駅行
  - 光03・03-2系統 - 練馬区役所行、光が丘駅行、練馬光が丘病院行
  - 光04系統 - 練馬北町車庫行、光が丘駅行
  - 赤01系統 - 練馬駅行、赤羽駅西口行
  - 練95系統 - 練馬駅行、練馬北町車庫行
  - 赤85系統 - 赤羽駅西口行

- 練馬工業高校裏停留所（国際興業バス）
  - 光04系統 - 練馬北町車庫行、光が丘駅行
  - 練95系統 - 練馬駅行、練馬北町車庫行

- 東中学校入口停留所（国際興業バス）
  - 赤01系統 - 練馬駅行、赤羽駅西口行
  - 練95系統 - 練馬駅行、練馬北町車庫行

- 氷川台駅西停留所、開進第一中学校入口停留所、早宮一丁目停留所、開進第一小学校入口停留所、はやいち公園停留所、練馬工業高校入口停留所、早宮小学校入口停留所、早宮四丁目停留所（みどりバス）
  - 氷川台ルート - 練馬北町車庫行、練馬光が丘病院行

### 道路
- 東京都道311号環状八号線（通称：環八通り）
- 東京都道441号池袋谷原線

## 産業

### 事業所
2021年（令和3年）現在の経済センサス調査による事業所数と従業員数は以下の通りである。
| 丁目       | 事業所数  | 従業員数 |
| ---------- | --------- | -------- |
| 早宮一丁目 | 113事業所 | 463人    |
| 早宮二丁目 | 164事業所 | 1,786人  |
| 早宮三丁目 | 96事業所  | 480人    |
| 早宮四丁目 | 76事業所  | 459人    |
| 計         | 449事業所 | 3,188人  |

### 事業者数の変遷
経済センサスによる事業所数の推移。
| 年                 | 事業者数 |
| ------------------ | -------- |
| 2016年（平成28年） | 412      |
| 2021年（令和3年）  | 449      |

### 従業員数の変遷
経済センサスによる従業員数の推移。
| 年                 | 従業員数 |
| ------------------ | -------- |
| 2016年（平成28年） | 3,068    |
| 2021年（令和3年）  | 3,188    |

## 施設

### 早宮一丁目
- 練馬区役所第二出張所
- 練馬区立開進第一中学校
- ピザハット平和台店
- コモディイイダ氷川台店
- ファミリーマート氷川台店
- シンコール練馬ショールーム
- 信愛教会
- セブン-イレブン早宮一丁目店

### 早宮二丁目
- 平和台駅（東京地下鉄）
- 東京都立練馬工科高等学校
- 練馬区立開進第一小学校
- 練馬警察署早宮交番
- 巣鴨信用金庫平和台早宮支店
- ココス平和台店
- アコレ平和台駅前店
- ヨークマート平和台店
- 城北信用金庫平和台支店
- 安楽亭平和台店
- 養老乃瀧平和台店
- バーミヤン平和台駅前店
- 松屋平和台店
- キッチンオリジン平和台店
- モスバーガー営団平和台店
- 星乃珈琲店平和台店
- AOKI平和台店
- ミヤモトドラッグ平和台店
- ファーストゴルフ（ゴルフ練習場）
- 本寿院

### 早宮三丁目
- 練馬早宮郵便局
- 練馬区立早宮保育園
- よしや早宮店
- マウ動物病院
- セブンイレブン早宮3丁目店

### 早宮四丁目
- 練馬区立早宮小学校
- 早宮地区区民館
- ウエルシア薬局早宮店
- はま寿司豊島園店
- セブンイレブン早宮4丁目店

## 関連文献
- 「下練馬村」『新編武蔵風土記稿』 巻ノ13豊島郡ノ5、内務省地理局、1884年6月。NDLJP:763977/49。 - 小名として「早淵」「宮ケ谷戸」の記述がある